# Curt Harnett
Curtis „Curt“ Melvin Harnett (* 14. Mai 1965 in Toronto, Ontario) ist ein ehemaliger kanadischer Bahnradsportler, spezialisiert auf Kurzzeitdisziplinen.

## Sportliche Laufbahn
Harnett war ursprünglich Eishockeyspieler, Fahrrad fuhr er anfangs nur zu Trainingszwecken, bis er dann gänzlich auf den Bahnradsport umstieg.
Sein erster großer internationaler Erfolg war der Gewinn einer Silbermedaille bei den Olympischen Sommerspielen 1984 in Los Angeles im 1000-Meter-Zeitfahren. Bei drei weiteren Teilnahmen an Olympischen Spielen, 1992 in Barcelona sowie 1996 in Atlanta, errang er jeweils eine Bronzemedaille im Sprint; bei den Spielen 1988 in Seoul blieb er ohne Medaillenerfolg. 1995 wurde er Vize-Weltmeister im Sprint.
Zweimal gewann Harnett zudem eine Silbermedaille im Sprint bei den Commonwealth Games 1990 in Auckland sowie Commonwealth Games 1994 in Victoria. Bei den Panamerikanischen Spielen 1987 in Indianapolis gewann er Gold im Zeitfahren sowie Bronze im Sprint. 1995 stellte er zudem einen Weltrekord über die 200 Meter auf (9,865 Sekunden), der elf Jahre lang Bestand hatte, bis er von Theo Bos gebrochen wurde. Den nationalen Titel im 1000-Meter-Zeitfahren gewann er 1986. 1991 gewann er die Großen Preise im Bahnsprint von Kopenhagen, Odense und Aarhus.
Auch im Straßenradsport war er erfolgreich. 1992 gewann er den nationalen Titel im Einzelzeitfahren.

## Diverses
1996 beendete Curt Harnett seine aktive Laufbahn, zeitweilig arbeitete er als Sportkommentator für die CBS. Zudem war er Mitglied des Präsidiums der „Canadian Cycling Association“. 2005 wurde er in die Canadian Sport Hall of Fame aufgenommen und 2006 in die Canadian Olympic Hall of Fame. Er ist als Journalist, Autor und Motivations-Coach tätig.

## Erfolge

### Bahn
1984
- Olympische Spiele – 1000-m-Zeitfahren

1987
- Panamerikaspielesieger – 1000-m-Zeitfahren
- Panamerikaspiele – Sprint

1990
- Weltmeisterschaft – Sprint
- Commonwealth Games – Sprint

1991
- US-amerikanischer Amateur-Meister – Sprint

1992
- Olympische Spiele – Sprint
- Commonwealth Games – Sprint

1995
- Weltmeisterschaft – Sprint
- US-amerikanischer Amateur-Meister – Sprint

1996
- Olympische Spiele – Sprint

### Straße
1992
- US-amerikanischer Meister – Einzelzeitfahren